# ویسوکا (آرییه)
ویسوکا (به صربی: Visoka) یک منطقهٔ مسکونی در صربستان است که در آرییه واقع شده‌است. ویسوکا ۳۴٫۳۲ کیلومتر مربع مساحت و ۳۵۷ نفر جمعیت دارد و ۹۴۳ متر بالاتر از سطح دریا واقع شده‌است.